# (8120) Kobe
(8120) Kobe (1997 VT) – planetoida z pasa głównego asteroid okrążająca Słońce w ciągu 3,77 lat w średniej odległości 2,42 au. Odkryta 2 listopada 1997 roku.